# Susan Butcher
Susan Howlet Butcher (* 26. Dezember 1954 in Boston, Massachusetts; † 5. August 2006 in Seattle, Washington) war eine US-amerikanische Hunde-Rennschlitten-Fahrerin (Musher). Berühmt wurde sie durch vier Siege in fünf Jahren beim Iditarod Hundeschlitten-Rennen.
Susan Butcher, geboren in Boston, wuchs nahe Cambridge auf. An der Colorado State University absolvierte sie ein tiermedizinisches Studium und wurde Ingenieurin für Tiermedizin. Ihrer Vorliebe für Schlittenhunderennen und Husky-Zucht wegen übersiedelte sie nach Alaska, wo sie sich nahe der Wrangell Mountains niederließ. Susan Butcher war verheiratet mit David Monson, ebenfalls ein bekannter Hundeschlitten-Führer.

## Iditarod Hundeschlitten-Rennen
In Alaska begann Susan Butcher mit dem Training für das Iditarod Hundeschlitten-Rennen, eine zweiwöchige Wettfahrt durch 1049 Meilen Eiswildnis in Alaska. Die Ehre, das Rennen als erste Frau zu gewinnen, verpasste sie nach einigen vorigen Teilnahmen 1985 durch unglückliche Umstände: Ein Elch tötete zwei ihrer Schlittenhunde, sechs weitere wurden schwer verletzt, sodass Libby Riddles, eine bis dato noch unbekannte Fahrerin, das Rennen 1985 gewann und als erste weibliche Siegerin in die Annalen einging.
Butcher siegte in den kommenden drei Jahren (1986, 1987, 1988) in Folge, wurde 1989 Zweite und gewann noch einmal im Jahre 1990. Zwölfmal landete sie insgesamt unter den ersten fünf. Außer Butcher gewannen Martin Buser, Doug Swingley, Lance Mackey und Dallas Seavey ebenfalls viermal das Rennen, Rick Swenson sogar fünfmal, aber kein anderer Athlet dominierte den Sport derart wie Butcher in den fünf Jahren Ende der 1980er Jahre.

## Erkrankung
Am 2. Dezember 2005 wurde bei Butcher akute Leukämie diagnostiziert. An der University of Washington unterzog sie sich einer Chemotherapie. Am 5. August 2006 starb Susan Butcher infolge von Komplikationen nach einer Knochenmarktransplantation. Sie hinterließ ihren Ehemann sowie ihre zwei Töchter, Tekla und Chisana.